# إستيباليز غابيلوندو
إستيباليز غابيلوندو (بالإسبانية: Estíbaliz Gabilondo)‏ هي ممثلة وصحافية إسبانية، ولدت يوم 16 نوفمبر 1976 في سان سيباستيان في إسبانيا.

## روابط خارجية
- إستيباليز غابيلوندو على موقع IMDb (الإنجليزية)
- إستيباليز غابيلوندو على موقع ألو سيني (الفرنسية)
- إستيباليز غابيلوندو على موقع أول موفي (الإنجليزية)
- إستيباليز غابيلوندو على موقع قاعدة بيانات الفيلم (الإنجليزية)
- إستيباليز غابيلوندو على موقع كينوبويسك (الروسية)

لم يتم العثور على روابط لمواقع التواصل الاجتماعي.